# When All the Heroes Are Dead
When All The Heroes Are Dead è un album pubblicato dai Vision Divine nel 2019.

## Tracce
1. Insurgent
2. The 26th Machine
3. 3 Men Walk On The Moon
4. Fall From Grace
5. Were I God
6. Now That All The Heroes Are Dead
7. While The Sun Is Turning Black
8. The King Of The Sky
9. On The Ides Of March
10. 300
11. The Nihil Propaganda
12. Angel Of Revenge (Bonus Track)

## Formazione
- Olaf Thorsen - chitarre
- Ivan Giannini - voce
- Federico Puleri - chitarre
- Alessio Lucatti - tastiere
- Andrea "Tower" Torricini - basso
- Mike Terrana - batteria